# Freestyle ai XXIII Giochi olimpici invernali - Salti maschile
La gara di salti maschile di freestyle dei XXIII Giochi olimpici invernali di Pyeongchang si è svolta dal 17 al 18 febbraio 2018 al Bokwang Phoenix Park di Bongpyeong.

## Programma
Gli orari sono in UTC+9.
| Giorno      | Ora   | Turno            |
| ----------- | ----- | ---------------- |
| 17 febbraio | 20:00 | Qualificazione 1 |
| 17 febbraio | 20:45 | Qualificazione 2 |
| 18 febbraio | 20:00 | Finale 1         |
| 18 febbraio | 20:29 | Finale 2         |
| 18 febbraio | 20:52 | Finale 3         |

## Risultati

### Qualificazione 1
| Pos. | Atleta               | Nazione                      | Punti  | Note |
| ---- | -------------------- | ---------------------------- | ------ | ---- |
| 1    | Jonathon Lillis      | Australia                    | 127.44 | Q    |
| 2    | Qi Guangpu           | Cina                         | 126.70 | Q    |
| 3    | Jia Zongyang         | Cina                         | 126.55 | Q    |
| 4    | Stanislau Hladchenko | Bielorussia                  | 126.11 | Q    |
| 5    | Pavel Krotov         | Atleti Olimpici dalla Russia | 124.89 | Q    |
| 6    | Olivier Rochon       | Canada                       | 124.34 | Q    |
| 7    | Dimitri Isler        | Svizzera                     | 123.98 |      |
| 8    | Il'ja Burov          | Atleti Olimpici dalla Russia | 123.98 |      |
| 9    | Oleksandr Abramenko  | Ucraina                      | 123.01 |      |
| 10   | Wang Xindi           | Cina                         | 121.24 |      |
| 11   | Anton Kušnir         | Bielorussia                  | 120.80 |      |
| 12   | Maxim Burov          | Atleti Olimpici dalla Russia | 117.65 |      |
| 13   | Noe Roth             | Svizzera                     | 116.06 |      |
| 14   | Mischa Gasser        | Svizzera                     | 113.72 |      |
| 15   | David Morris         | Australia                    | 112.83 |      |
| 16   | Liu Zhongqing        | Cina                         | 107.08 |      |
| 17   | Naoya Tabara         | Giappone                     | 103.98 |      |
| 18   | Maksim Huscik        | Bielorussia                  | 92.92  |      |
| 19   | Ildar Badrutdinov    | Kazakistan                   | 89.18  |      |
| 20   | Nicolas Gygax        | Svizzera                     | 88.29  |      |
| 21   | Lewis Irving         | Canada                       | 87.17  |      |
| 22   | Eric Loughran        | Stati Uniti                  | 86.28  |      |
| 23   | Mac Bohonnon         | Stati Uniti                  | 85.97  |      |
| 24   | Lloyd Wallace        | Gran Bretagna                | 73.06  |      |
| 25   | Stanislav Nikitin    | Atleti Olimpici dalla Russia | 70.59  |      |

### Qualificazione 2
| Pos. | Atleta              | Nazione                      | Round 1 | Round 2 | Punti  | Note |
| ---- | ------------------- | ---------------------------- | ------- | ------- | ------ | ---- |
| 1    | Il'ja Burov         | Atleti Olimpici dalla Russia | 123.98  | 126.55  | 126.55 | Q    |
| 2    | David Morris        | Australia                    | 112.83  | 124.89  | 124.89 | Q    |
| 3    | Dimitri Isler       | Svizzera                     | 123.98  | 88.94   | 123.98 | Q    |
| 4    | Oleksandr Abramenko | Ucraina                      | 123.01  | 123.08  | 123.08 | Q    |
| 4    | Liu Zhongqing       | Cina                         | 107.08  | 123.08  | 123.08 | Q    |
| 6    | Mischa Gasser       | Svizzera                     | 113.72  | 121.72  | 121.72 | Q    |
| 7    | Anton Kušnir        | Bielorussia                  | 120.80  | 121.27  | 121.27 |      |
| 8    | Wang Xindi          | Cina                         | 121.24  | 96.38   | 121.24 |      |
| 9    | Maxim Burov         | Atleti Olimpici dalla Russia | 117.65  | 116.37  | 117.65 |      |
| 10   | Noe Roth            | Svizzera                     | 116.06  | 116.64  | 116.64 |      |
| 11   | Mac Bohonnon        | Stati Uniti                  | 85.97   | 112.39  | 112.39 |      |
| 12   | Stanislav Nikitin   | Atleti Olimpici dalla Russia | 70.59   | 111.06  | 111.06 |      |
| 13   | Naoya Tabara        | Giappone                     | 103.98  | 78.73   | 103.98 |      |
| 14   | Lloyd Wallace       | Gran Bretagna                | 73.06   | 100.03  | 100.03 |      |
| 15   | Ildar Badrutdinov   | Kazakistan                   | 89.18   | 94.47   | 94.47  |      |
| 16   | Maxim Huscik        | Bielorussia                  | 92.92   | 89.14   | 92.92  |      |
| 17   | Nicolas Gygax       | Svizzera                     | 88.29   | 88.92   | 88.92  |      |
| 18   | Lewis Irving        | Canada                       | 87.17   | 78.73   | 87.17  |      |
| 19   | Eric Loughran       | Stati Uniti                  | 86.28   | 72.40   | 86.28  |      |

### Finale

#### Primo turno
| Pos. | Atleta               | Nazione                      | Punti  | Note |
| ---- | -------------------- | ---------------------------- | ------ | ---- |
| 1    | Qi Guangpu           | Cina                         | 127.44 | Q    |
| 2    | Pavel Krotov         | Atleti Olimpici dalla Russia | 126.11 | Q    |
| 3    | Oleksandr Abramenko  | Ucraina                      | 125.67 | Q    |
| 4    | Olivier Rochon       | Canada                       | 125.67 | Q    |
| 5    | Stanislau Hladchenko | Bielorussia                  | 123.01 | Q    |
| 6    | Il'ja Burov          | Atleti Olimpici dalla Russia | 122.13 | Q    |
| 7    | Jonathon Lillis      | Stati Uniti                  | 121.68 | Q    |
| 8    | Liu Zhongqing        | Cina                         | 119.47 | Q    |
| 9    | Jia Zongyang         | Cina                         | 118.55 | Q    |
| 10   | David Morris         | Australia                    | 111.95 |      |
| 11   | Mischa Gasser        | Svizzera                     | 99.12  |      |
| 12   | Dimitri Isler        | Svizzera                     | 97.79  |      |

#### Secondo turno
| Pos. | Atleta               | Nazione                      | Punti  | Note |
| ---- | -------------------- | ---------------------------- | ------ | ---- |
| 1    | Jia Zongyang         | Cina                         | 128.76 | Q    |
| 2    | Olivier Rochon       | Canada                       | 128.05 | Q    |
| 3    | Stanislau Hladchenko | Bielorussia                  | 126.70 | Q    |
| 4    | Oleksandr Abramenko  | Ucraina                      | 125.79 | Q    |
| 5    | Pavel Krotov         | Atleti Olimpici dalla Russia | 124.89 | Q    |
| 6    | Il'ja Burov          | Atleti Olimpici dalla Russia | 123.53 | Q    |
| 7    | Qi Guangpu           | Cina                         | 122.17 |      |
| 8    | Jonathon Lillis      | Stati Uniti                  | 95.47  |      |
| 9    | Liu Zhongqing        | Cina                         | 94.57  |      |

#### Terzo turno
| Pos.    | Atleta               | Nazione                      | Punti  |
| ------- | -------------------- | ---------------------------- | ------ |
| Oro     | Oleksandr Abramenko  | Ucraina                      | 128.51 |
| Argento | Jia Zongyang         | Cina                         | 128.05 |
| Bronzo  | Il'ja Burov          | Atleti Olimpici dalla Russia | 122.17 |
| 4       | Pavel Krotov         | Atleti Olimpici dalla Russia | 103.17 |
| 5       | Olivier Rochon       | Canada                       | 98.11  |
| 6       | Stanislau Hladchenko | Bielorussia                  | 92.61  |